# Ludwigsbrunnen (Ingolstadt)

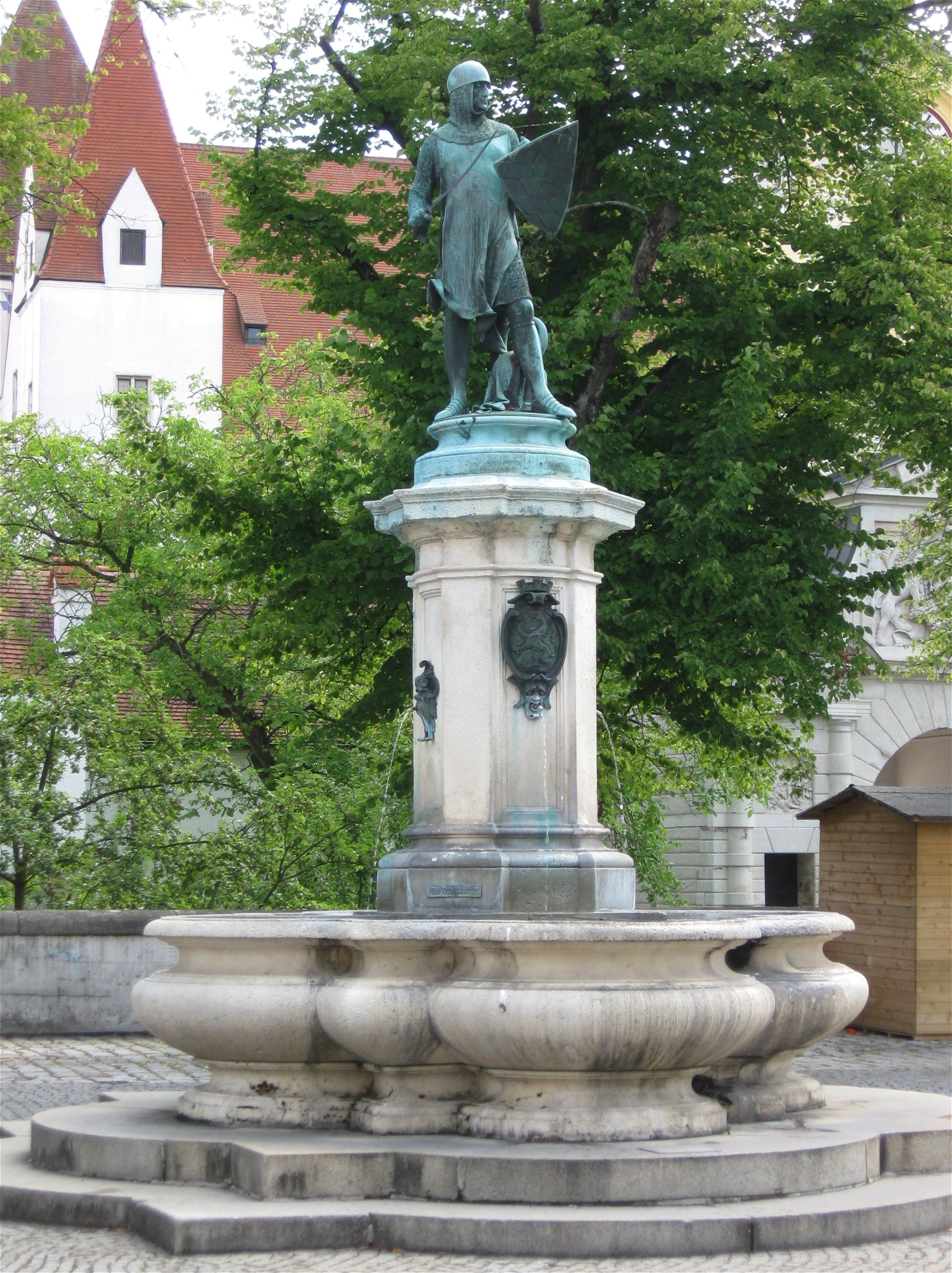
Ludwigsbrunnen in Ingolstadt

Der Ludwigsbrunnen ist ein Ludwig dem Bayern gewidmeter Laufbrunnen in Ingolstadt. 
Das 1882 von Michael Wagmüller errichtete Standbild wurde mit einem Staatszuschuss in dem Bestreben errichtet, die Erinnerung an den Kaiser aus dem Haus Wittelsbach zu erhalten. Der Förderer der Stadt war Gründer des Heilig-Geist-Spitals. 
Ursprünglich befand sich der Brunnen auf dem Rathausplatz, wurde dann aber auf den Paradeplatz versetzt. Alljährlich wird er als Osterbrunnen genutzt.